# 御陵町
御陵町（ごりょうちょう）は、滋賀県大津市にある地名。丁番を持たない単独町名である。

## 地理
大津市の南西部に位置し、東に尾花川、南東に観音寺、西に園城寺町、南に大門通、北西に山上町、北東に皇子が丘と接している。

## 歴史
- 1960年（昭和35年）10月1日 - 円城寺町（原文ママ、園城寺町をえんじょうじちょうと誤読した結果と思われる。）と山上町の各一部を分離し、御陵町を新設設置[1]。
- 1966年（昭和41年）4月1日 - 皇子山町、山上町、南別所町の各一部を分離し、編入[1]。

## 世帯数と人口
2019年（平成31年）4月1日現在の世帯数と人口は以下の通りである。
| 町丁   | 世帯数 | 人口  |
| ------ | ------ | ----- |
| 御陵町 | 82世帯 | 119人 |

### 人口の変遷
国勢調査による人口の推移。
| 1995年（平成7年）  | 504人 | [ 6 ]  |  |
| 2000年（平成12年） | 485人 | [ 7 ]  |  |
| 2005年（平成17年） | 485人 | [ 8 ]  |  |
| 2010年（平成22年） | 393人 | [ 9 ]  |  |
| 2015年（平成27年） | 193人 | [ 10 ] |  |

### 世帯数の変遷
国勢調査による世帯数の推移。
| 1995年（平成7年）  | 213世帯 | [ 6 ]  |  |
| 2000年（平成12年） | 237世帯 | [ 7 ]  |  |
| 2005年（平成17年） | 237世帯 | [ 8 ]  |  |
| 2010年（平成22年） | 202世帯 | [ 9 ]  |  |
| 2015年（平成27年） | 125世帯 | [ 10 ] |  |

## 学区
市立小・中学校に通う場合、学区は以下の通りとなる。
| 番・番地等 | 小学校             | 中学校               |
| ---------- | ------------------ | -------------------- |
| 全域       | 大津市立長等小学校 | 大津市立皇子山中学校 |

## 交通

### 鉄道
- 京阪電気鉄道
  - 石山坂本線 大津市役所前駅

### 道路
- 滋賀県道47号伊香立浜大津線

## 施設
- 大津市役所
- 大津市消防局 中消防署
- 滋賀県立大津商業高等学校
- 大津市立市民文化会館
- 大津市歴史博物館
- 長等山前陵
- 皇子山総合運動公園
  - 皇子山陸上競技場
  - 皇子山球場

## その他

### 日本郵便
- 郵便番号 : 520-0037[4]（集配局：大津中央郵便局[12]）。